# Matrimonio igualitario en Perú
En Perú el matrimonio igualitario no es reconocido por la Constitución vigente ni por ninguna sentencia judicial.
El Estado del Perú no reconoce legalmente a parejas conformadas por personas del mismo sexo. Para reconocer uniones afectivas heterosexuales en el país existen dos figuras legales, el matrimonio y el concubinato, conocida como unión de hecho. Ante la baja posibilidad de la aprobación del matrimonio igualitario, los legisladores han propuesto diversos proyectos de ley con una nueva figura legal llamada unión civil, que tampoco ha sido aprobada.

## Cuestiones legales
Desde finales del siglo XX diversos colectivos y asociaciones por los derechos LGBTIQ+ en Perú, así como parejas que han podido contraer matrimonio en lugares donde es legal, han venido luchando para que el Estado peruano reconozca este tipo de uniones. Sin embargo, existe el impedimento por parte del Código Civil del Perú, aprobado en 1984, donde en su artículo 234 expresa que:

"El matrimonio es la unión voluntariamente concertada por un varón y una mujer legalmente aptos para ella y formalizada con sujeción a las disposiciones de este Código, a fin de hacer vida común. El marido y la mujer tienen en el hogar autoridad, consideraciones, derechos, deberes y responsabilidades iguales".
Artículo 234.- Noción del matrimonio

Por su parte, la Constitución Política del Perú, elaborada por el Congreso Constituyente Democrático y promulgada en 1993, no estipula un concepto cerrado de matrimonio entre mujer y hombre ni un modelo de familia concreto. En su artículo 4.- "Protección a la familia. Promoción del matrimonio" reza que:

"La comunidad y el Estado protegen especialmente al niño, al adolescente, a la madre y al anciano en situación de abandono. También protegen a la familia y promueven el matrimonio. Reconocen a estos últimos como institutos naturales y fundamentales de la sociedad. La forma del matrimonio y las causas de separación y de disolución son reguladas por la ley."
Constitución del Perú (1993)

Además, el artículo 2.2 de la Carta Magna sobre los derechos personales, estipula que se prohíbe la discriminación sexual, lo que podría extenderse a figuras como el matrimonio:

Toda persona tiene derecho a:

2. A la igualdad ante la ley. Nadie debe ser discriminado por motivo de origen, raza, sexo, idioma, religión, opinión, condición económica o de cualquiera otra índole.

Por otra parte, Perú está adscrito a los fallos de la Corte Interamericana de Derechos Humanos (Corte IDH), la cual, a raíz de una solicitud de opinión consultiva sobre derechos LGBTIQ+ por parte del Gobierno de Costa Rica hecha en 2016, emitió la Opinión Consultiva OC 24/17 que, entre otras cosas, se expresaba a favor del reconocimiento del matrimonio igualitario en la región latinoamericana. Este pronunciamiento señaló que los Estados miembros del Pacto de San José debían garantizar el acceso de las parejas homosexuales a las figuras ya existentes, incluyendo el matrimonio:

El Estado debe reconocer y garantizar todos los derechos que se derivan de un vínculo familiar entre personas del mismo sexo de conformidad con lo establecido en los artículos 11.2 y 17.1 de la Convención Americana. (...) de acuerdo con los artículos 1.1, 2, 11.2, 17 y 24 de la Convención Americana es necesario que se garanticen el acceso a todas las figuras ya existentes en los ordenamientos jurídicos internos, incluyendo el derecho al matrimonio. (..) Para asegurar la protección de todos los derechos de las familias conformadas por parejas del mismo sexo, sin discriminación con respecto a los que están constituidos por parejas heterosexuales.

Según esta resolución, el Estado peruano debería reconocer los matrimonios entre personas del mismo sexo.

## Historia

### Iniciativas parlamentarias
La primera propuesta legal que planteaba el reconocimiento a la unión homosexual presentado en el Perú data de 1993 y fue presentado por el ex-decano del Colegio Médico y ex-congresista Julio Castro Gómez de Izquierda Unida cuando era miembro del Congreso Constituyente Democrático. «Se estaba debatiendo la elaboración de la nueva Constitución y la Comisión de Salud, Población y Familia a la que yo pertenecía presentó el proyecto en el que se proponía el reconocimiento de las parejas homosexuales, siempre y cuando no tuvieran inconvenientes legales», indicó Castro en 2003. La propuesta fue rechazada.
La propuesta de artículo era:

el Estado garantizará la protección del derecho que tiene la persona a decidir su opción sexual, así como la posibilidad, sin exclusión, de formar pareja.

En febrero de 2017 las parlamentarias Indira Huilca y Marisa Glave del movimiento político Nuevo Perú presentaron en el Congreso peruano el proyecto de ley N.º 961-2016-CR, "Ley de Matrimonio Igualitario", redactado por ellas junto a Carlos Bruce, Guido Lombardi, Alberto de Belaunde, Edgar Ochoa, Tania Pariona, Alberto Quintanilla, Horacio Zevallos y Manuel Dammert. La iniciativa legislativa propone la modificación del artículo 234 del Código Civil, para definir la noción de matrimonio como "la unión voluntariamente concertada por dos personas legalmente aptas para ella". Asimismo, propone que "ambos cónyuges tienen en el hogar derechos, deberes y responsabilidades iguales". El proyecto de ley también establece el reconocimiento de los matrimonios igualitarios celebrados en el extranjero. El proyecto de ley permaneció sin ser debatido por el pleno del Congreso peruano. Finalmente fue archivado en agosto de 2021.
En octubre de 2021, la congresista Ruth Luque de Juntos por el Perú, junto a los parlamentarios de su bancada Edgard Reymundo, Isabel Cortez, Sigrid Bazán y los congresistas del Partido Morado-Somos Perú, Edward Málaga, Flor Pablo, Susel Paredes y Kira Alcarraz, presentaron el proyecto de ley N.º 00525/2021-CR para la aprobación del matrimonio igualitario mediante la modificación del artículo 234 del código civil.

### Propuestas electorales
En la campaña electoral para las elecciones generales de 2011, el candidato a la presidencia del Perú Manuel Rodríguez Cuadros del Partido Descentralista Fuerza Social propuso dentro de su programa electoral el matrimonio igualitario. En marzo renunció a su candidatura, argumentando falta de equidad y transparencia en la contienda presidencial.
En 2016 la candidata a la presidencia para las elecciones de ese año Verónika Mendoza, de la coalición Frente Amplio, se mostró a favor del matrimonio igualitario. Este apoyo al reconocimiento legal de las uniones homosexuales no se limitó a la campaña electoral, ya que Mendoza continuó con su respaldo político.
En la campaña presidencial para las elecciones de 2021, por primera vez en la historia tres candidatos presidenciales se mostraron a favor de legalizar el matrimonio homosexual: Verónika Mendoza (Juntos por el Perú), George Forsyth (Victoria Nacional) y Julio Guzmán (Partido Morado); mientras que Yonhy Lescano (de Acción Popular) expresó su aprobación a la unión civil y Keiko Fujimori (de Fuerza Popular) a la unión patrimonial.

### Caso Ugarteche

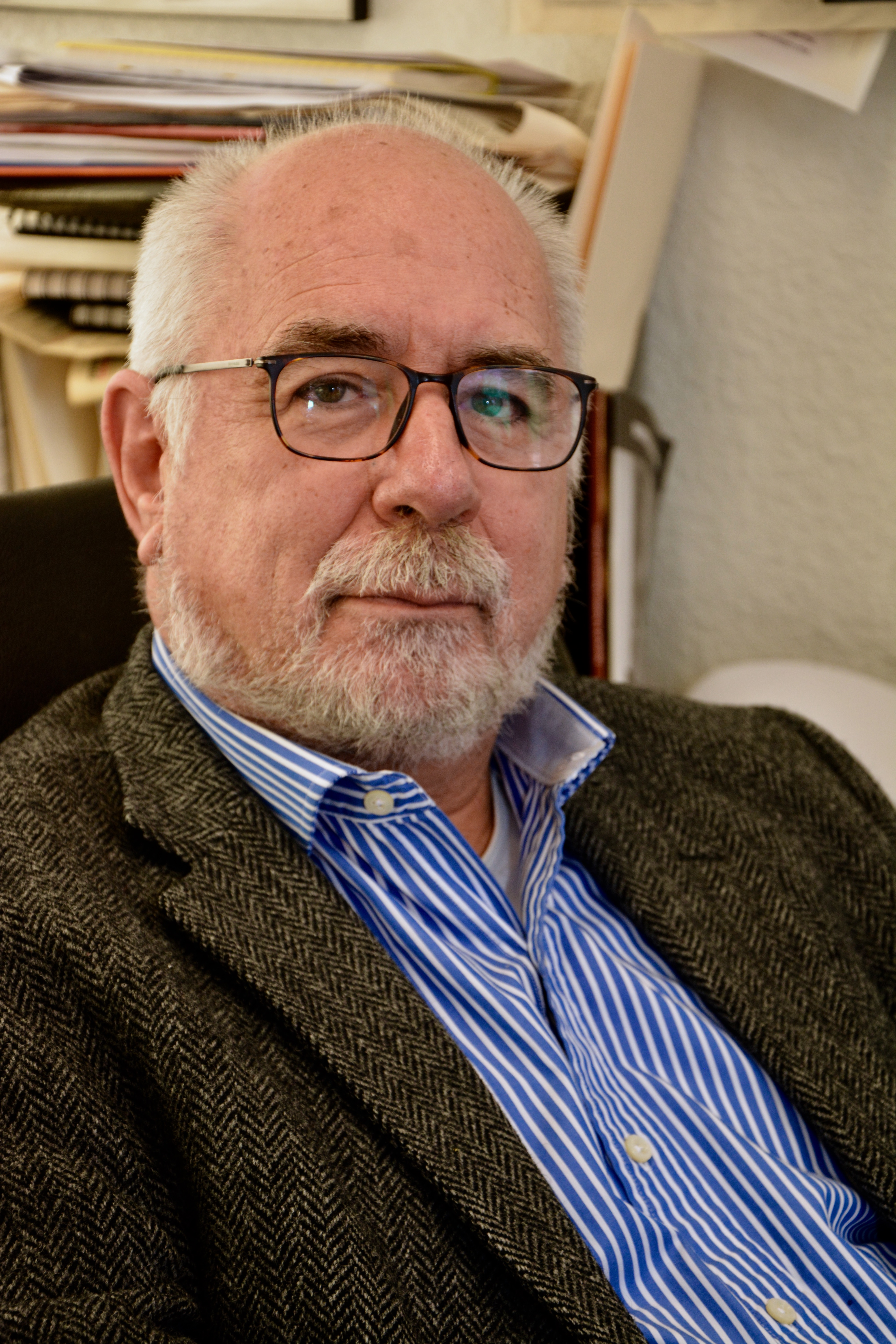
El economista Óscar Ugarteche, miembro del Movimiento Homosexual de Lima, demandó al Estado peruano para que su matrimonio con Fidel Aroche, celebrado en 2010 en México, sea reconocido en su país.

En 2011 el economista peruano y activista Óscar Ugarteche intentó, a través del consulado peruano en México, inscribir su matrimonio con el mexicano Fidel Aroche Reyes, unión celebrada en Ciudad de México en 2010 tras la aprobación del matrimonio igualitario en dicha entidad federativa, pero el Registro Nacional de Identificación y Estado Civil (RENIEC) se lo denegó argumentando lo dispuesto en el artículo 234 del Código Civil, con lo cual Ugarteche decidió demandar a dicho organismo en 2012. El caso fue llevado por la Cuarta Sala Civil de la Corte Superior de Lima, que emitió un dictamen favorable al demandante declarando nula la resolución del RENIEC, pero el organismo apeló y el proceso fue derivado al Séptimo Juzgado Constitucional de Lima, que volvió a fallar a favor del matrimonio Ugarteche-Aroche y ordenó al RENIEC el reconocimiento de dicha unión, pero el RENIEC apeló nuevamente y el proceso fue remitido de vuelta a la Cuarta Sala Civil de la Corte Superior de Lima que en 2018 anuló la sentencia en primera instancia por un tema de forma (la demanda fue presentada fuera de plazo administrativo).
En 2018, Ugarteche decidió entonces demandar al Estado peruano ante el Tribunal Constitucional (TC). Ante la dilación de atender el caso, más de 50 abogados, docentes y académicos en las áreas del Derecho Constitucional Procesal y del Derecho Internacional de los Derechos Humanos enviaron una carta a la presidenta del TC, Marianella Ledesma, exigiendo un pronunciamiento.
El 3 de noviembre de 2020 el TC rechazó por mayoría (cuatro votos en contra y tres a favor) la demanda de amparo de Ugarteche. Tras la negativa, Ugarteche anunció que llevará su pretensión a la Corte Interamericana de Derechos Humanos (Corte IDH), apelando a la Opinión Consultiva OC 24/17. La decisión de recurrir a la Corte IDH fue apoyada por la Defensoría del Pueblo, mientras que los aspirantes a la presidencia peruana en las elecciones de 2021, Verónika Mendoza, de Nuevo Perú, Julio Guzmán, del Partido Morado, y el exfutbolista George Forsyth, del partido Victoria Nacional, lamentaron el resultado del fallo del TC, como también lo hizo la presidenta del TC, Marianella Ledesma.

### Caso Susel

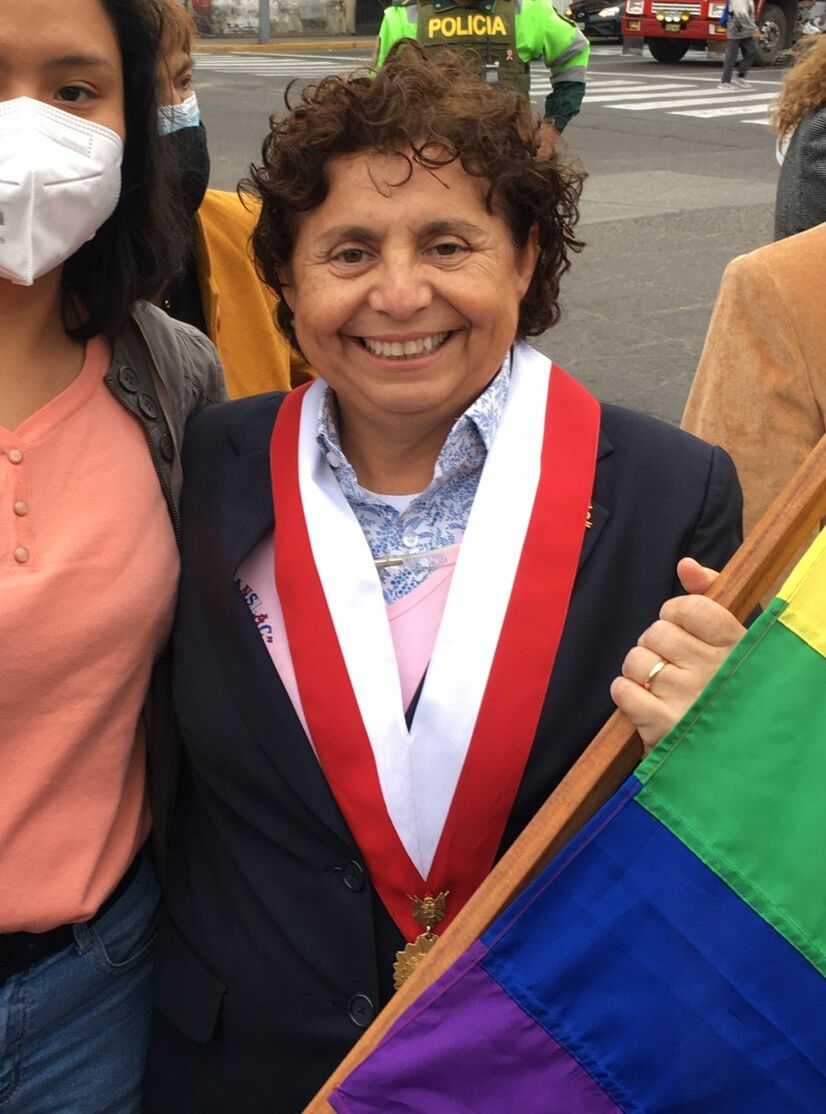
La congresista Susel Paredes en 2022

Un caso similar fue el protagonizado por la política Susel Paredes, quien se casó en Miami con la abogada Gracia Aljovín el 4 de agosto de 2016 bajo la legislación marital estadounidense. A su regreso a Perú, solicitaron al RENIEC la inscripción de su certificado de matrimonio, la cual fue rechazada con el argumento que el artículo 234 del Código Civil establece que el matrimonio en Perú sólo es posible entre un hombre y una mujer. Al año siguiente, demandaron a RENIEC y al Ministerio de Justicia y Derechos Humanos, siendo reconocido y fundado su amparo por el Decimoprimer Juzgado Constitucional de la Corte Superior de Justicia de Lima. Sin embargo, la inscripción no se ha produjo y Paredes anunció que acudiría a la Corte IDH si en segunda instancia rechazaban su pedido.

### Caso Graciela y Dayana
En 2023 las periodistas Graciela Tiburcio y Dayana Velasco formalizaron su relación en Argentina, donde el matrimonio igualitario es legal. Eligieron la ciudad de Buenos Aires, donde los trámites para realizar un matrimonio de tránsito son más sencillos. Posteriormente apostillaron el acta de matrimonio según el convenio de La Haya. Al año siguiente, el 3 de mayo de 2024 iniciaron un litigio a través del Poder Judicial para que su matrimonio sea inscrito en el registro civil en Perú. Esta causa ha sido asumida por el Centro de la Mujer Peruana Flora Tristán.

### Otros casos
Además de las demandas de las casos anteriores, existen otras dos parejas que se unieron en Argentina y Dinamarca respectivamente a las que el RENIEC ha denegado su inscripción, por lo que han seguido la vía judicial.  También fue denegada la inscripción de Andree Martinot Serván y Diego Urbina Fletcher, cuyo matrimonio fue celebrado en el estado de Nueva York, y su demanda ante el Tribunal Constitucional fue declarada improcedente en 2021. Por su parte, el matrimonio celebrado en 2019 en Argentina entre Mónica Coronado e Irina Picco fue reconocido por el Cuarto Juzgado Constitucional de Lima, que ordenó en 2023 al Registro Nacional de Identificación y Estado Civil (Reniec) a inscribirlo. Este caso fue apoyado por la Defensoría del Pueblo, que reconoció que el fallo cumplía con la Opinión Consultiva 24/17 de la Corte Interamericana de Derechos Humanos.

## Actividades reivindicativas

### Matrimonios simbólicos
Desde 2002, la Red Peruana TLGB (Trans, Lesbianas, Gays, Bisexuales) realiza cada 14 de febrero, día de San Valentín, una actividad reivindicativa denominada «El amor no discrimina» en el Parque del Amor del distrito limeño de Miraflores en la que varias parejas del mismo sexo contraen matrimonio de forma simbólica. En 2010, cinco parejas se casaron de forma simbólica.
El 14 de febrero de 2021, debido a la pandemia de COVID-19, se realizó el acto reivindicativo de forma virtual.
En 2023 y 2024, el alcade de Miraflores Carlos Canales denegó la solicitud de la Red Peruana TLGB para realizar la actividad. Pese a la negativa del gobierno municipal, se convocaron actos de protesta, como un besatón, y la celebración de las bodas simbólicas, con el amadrinamiento de la congresista Susel Paredes. Así mismo, tras la denuncia de la Red Peruana TLGB, la Segunda Fiscalía Provincial de Prevención del Delito inició acciones contra Canales por la posible comisión del delito de discriminación o incitación a la discriminación.

### III Marcha por la Igualdad
La «Marcha por la Igualdad» es una manifestación realizada desde 2014 donde las diversas organizaciones y asociaciones LGBTIQ+ se movilizan por las calles de Lima para reivindicar, entre otros derechos, el reconocimiento de las uniones homosexuales. En un principio se reclamaba a las autoridades que legislen para aprobar la unión civil, pero después que el Congreso rechazase debatirlo en el pleno, los organizadores de la «III Marcha por la Igualdad» en 2016 plantearon exigir el matrimonio igualitario. La manifestación partió desde la Plaza San Martín y finalizó en el Campo de Marte donde políticos y personalidades del espectáculo leyeron manifiestos y culminó con un concierto. De forma simultánea, se realizó una marcha similar en la ciudad de Trujillo.

### Campaña «Sí, acepto Perú»
En diciembre de 2020 las organizaciones Más Igualdad Perú, Red Peruana TLGB, Colectivo Uniones Perú y Asociación de Familias por la Diversidad Sexual se unieron bajo la campaña «Sí, acepto Perú», similar a la realizada en Costa Rica para apoyar la legalización del matrimonio igualitario en el país centroamericano. La campaña tiene por objetivo sensibilizar a la población peruana sobre el matrimonio civil para parejas del mismo género.

## Opinión pública
| Fecha           | Encuestadora | A favor | En contra | No precisa | Ref.   |
| --------------- | ------------ | ------- | --------- | ---------- | ------ |
| febrero de 2010 | CPI          | 16.3%   | 76.7%     | 7%         | [ 88 ] |
| agosto de 2010  | CPI          | 21.3%   | 71.5%     | 7.2%       | [ 89 ] |
| febrero de 2011 | CPI          | 14%     | 74.7%     | 11.3%      | [ 90 ] |
| febrero de 2011 | Ipsos Apoyo  | 13%     | 82%       | 5%         | [ 91 ] |
| marzo de 2011   | GfK          |         | 74%       |            | [ 92 ] |
| mayo de 2012    | GfK          | 25%     | 73%       | 2%         | [ 93 ] |
| marzo de 2013   | GfK          |         | 78%       |            | [ 92 ] |
| mayo de 2015    | Vox Populi   |         | 79%       |            | [ 94 ] |
| julio de 2015   | Ipsos Apoyo  | 16%     | 79%       | 5%         | [ 95 ] |
| agosto de 2015  | CPI          | 21%     | 73%       |            | [ 96 ] |
| junio de 2016   | GfK          |         | 68%       |            | [ 92 ] |
| enero de 2017   | CPI          | 13%     | 82%       |            | [ 96 ] |
| marzo de 2017   | GfK          |         | 67%       |            | [ 97 ] |
| abril de 2019   | Ipsos Apoyo  | 18%     | 75%       | 9%         | [ 95 ] |
| junio de 2022   | Ipsos        | 27%     | 68%       | 5%         | [ 98 ] |
| junio de 2023   | Ipsos        | 27%     | 66%       | 7%         | [ 98 ] |
| junio de 2025   | Ipsos        | 24%     | 69%       | 7%         | [ 98 ] |